# Tinks Pottinger
Judith Anne „Tinks” Pottinger  (ur. 26 kwietnia 1956 w Waipawa) – nowozelandzka jeźdźczyni sportowa. Brązowa medalistka olimpijska z Seulu.
Zawody w 1988 były jej jedynymi igrzyskami olimpijskimi. Startowała we Wszechstronnym Konkursie Konia Wierzchowego i brązowy medal zdobyła w konkursie drużynowym na koniu Volunteer. Indywidualnie zajęła piąte miejsce. Nowozelandzką drużynę uzupełniali Mark Todd, Margaret Knighton i Andrew Bennie.